# Kees Bulthuis
Kornelis (Kees) Bulthuis (Zwagerveen, 13 december 1937) is een Nederlandse natuurkundige.

## Levensloop
Bulthuis werd geboren in het dorp Zwagerveen, dat in 1971 opgegaan is in Kollumerzwaag. Na de middelbare school in Dokkum studeerde hij van 1955 tot 1963 aan de Rijksuniversiteit Groningen. Bulthuis startte zijn loopbaan in 1963 bij het natuurkundig labarorium van Philips (NatLab), waar hij werkte aan drukafhankelijkheid van halfgeleiders. In 1968 promoveerde hij op het proefschrift Diodes and transistors under high localized pressure (promotor ir. L.J. Tummers) aan de TU Eindhoven.
Bulthuis werd hoofd van de Philips-research in 1985. Hij kwam echter niet in de raad van bestuur van Philips, maar een niveau lager: in de groepsraad.
Onder zijn bewind ging het in jaren negentig steeds sneller bergafwaarts met het langetermijnonderzoek, mede door het invoeren van een decentrale financiering. In drie jaar tijd verminderde hij de uitgaven met 60 miljoen euro. Hij ontsloeg honderden NatLab-medewerkers, waaronder in 1990 de gehele wiskundeafdeling in Brussel.
Onder zijn leiding startte het MEGA-project in 1984, een 'ongekende' inhaalslag voor geïntegreerde schakelingen, dat vaak in de pers, als dé grote Philips mislukking van de jaren tachtig wordt omschreven. In 1990 beëindigde Jan Timmer dit project dat naar schatting 1 miljoen gulden per dag heeft gekost.
Het NatLab, voorheen gebudgetteerd door de raad van bestuur, werd na 1989 voor twee derde betaald via contracten met productdivisies. De rol van het NatLab werd daardoor veel bescheidener: het diende slechts als kennisbron en niet meer als centrum van innovatie.
Het boterde niet tussen Philips' hoogste technische baas Roel Pieper en Bulthuis, en Bulthuis verdwijnt in maart 1999. Een jaar later verkocht Philips het NatLab-terrein voor 425 miljoen euro aan een groep investeerders en werd de High Tech Campus gebouwd. Verdere ontslagen reduceerden het aantal Philips-werknemers tot circa 250 (tegen ruim 2000 in 1963).

## Prijzen
Bulthuis stelde in een intern memo dat hij weinig waarde hechtte aan het winnen van individuele prijzen, zelfs als het de Nobelprijs betrof. 
In 1994 werd hij benoemd tot officier in de orde van Oranje-Nassau en in 1989 ontving hij een eredoctoraat van Trinity College in Dublin (Ierland) voor zijn steun aan het Dublinse technologiebedrijf S3, dat drie jaar eerder was opgericht door zijn oud-NatLab-kamergenoot Maurice Whelan. Bulthuis verzorgde in 1994 een eredoctoraat voor zijn hoogste baas Jan Timmer bij Trinity College.